# Cunene (flod)
Cunene eller Kunene (Namibia) är en flod i södra Afrika. Cunene har sina källor i provinsen Huambo i Angola och flyter söderut till namibiska gränsen och vänder västerut till Atlanten.
Vattenföringen vid mynningen är cirka 174 m³/s. 

## Vattenkraft
Ruacana vattenkraftverk i Namibia nära gränsen till Angola får sitt vatten från bifloden Etaka. Det har funnits planer  på en damm och ett vattenkraftverk vid Epupafallen, men de planerna är skrinlagda. Istället planerar Angola och Namibia ett vattenkraftverk vid Baynes damm. Projektet planeras att påbörjas 2017.[uppföljning saknas]

## Protester
När planerna för dammbygget presenterade 2012 och miljöorganisationer blev oroliga för konsekvenserna för ekosystem och ursprungsbefolkningar. I september besökte FN:s permanenta forum för ursprungsfolk Kunene regionen och träffade Himbafolket. I mars 2013 marscherade över tusen Himba och andra ursprungsfolk i Owpuo, huvudstaden i Cuneneprovinsen.
[uppföljning saknas]

## Turism
Turister reser ofta till Epupa Falls där de kan övernatta i en stugby och ägna sig åt kanotsport och forsränning. Vid sidan av forsarna finns gamla baobabträd.

## Galleri

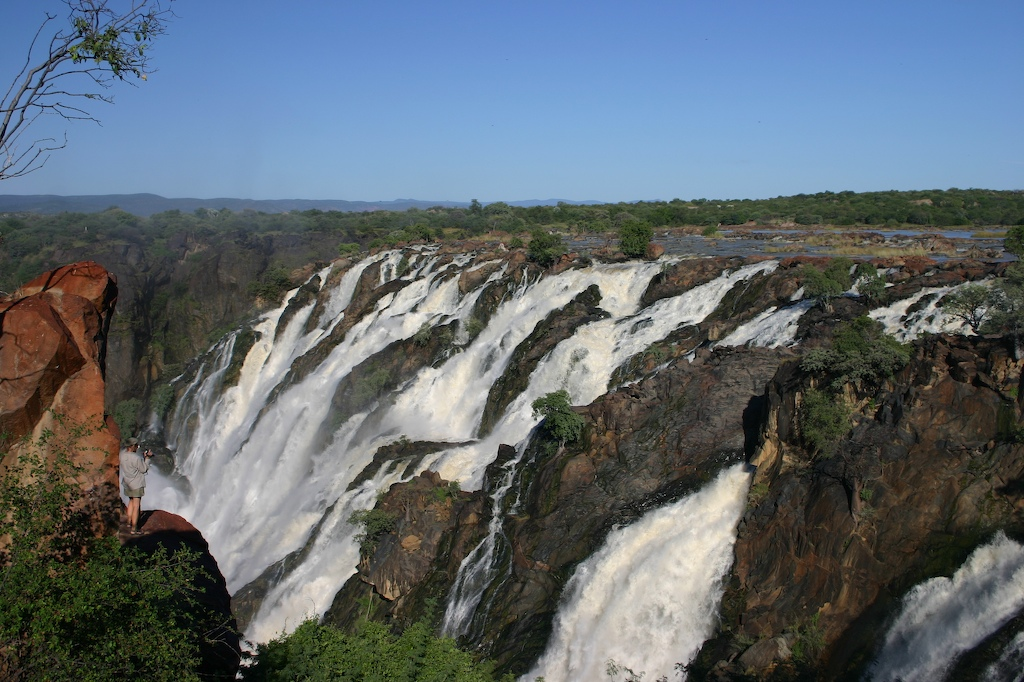
Ruacanafallen
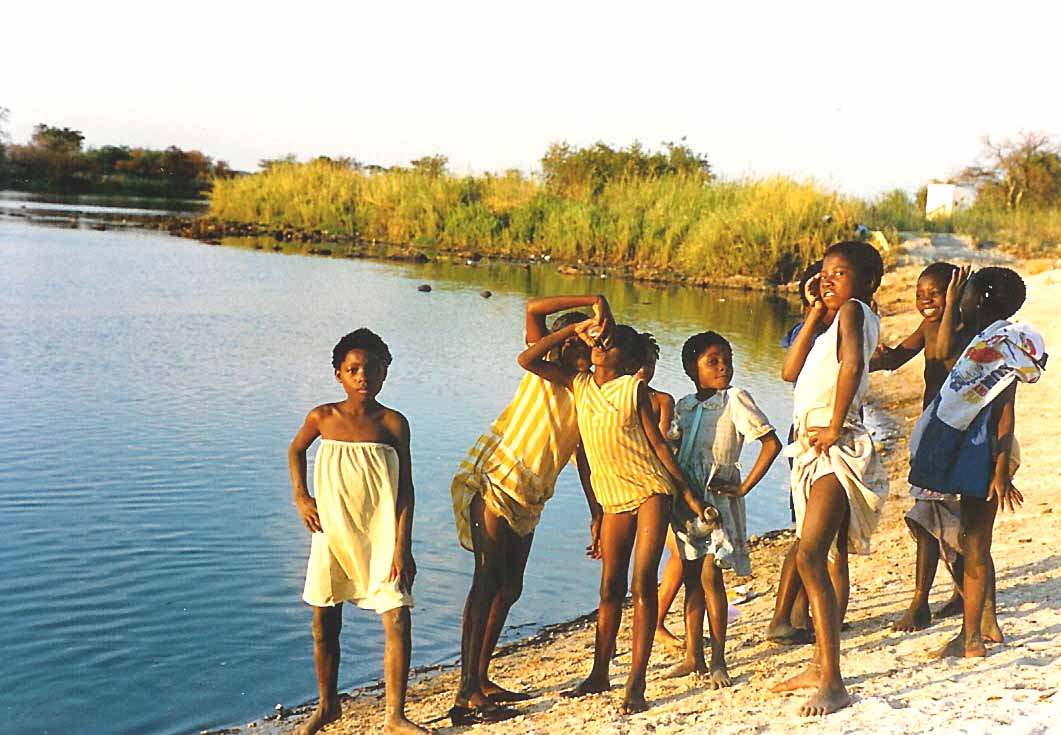
Ungdomar vid Cunenefloden
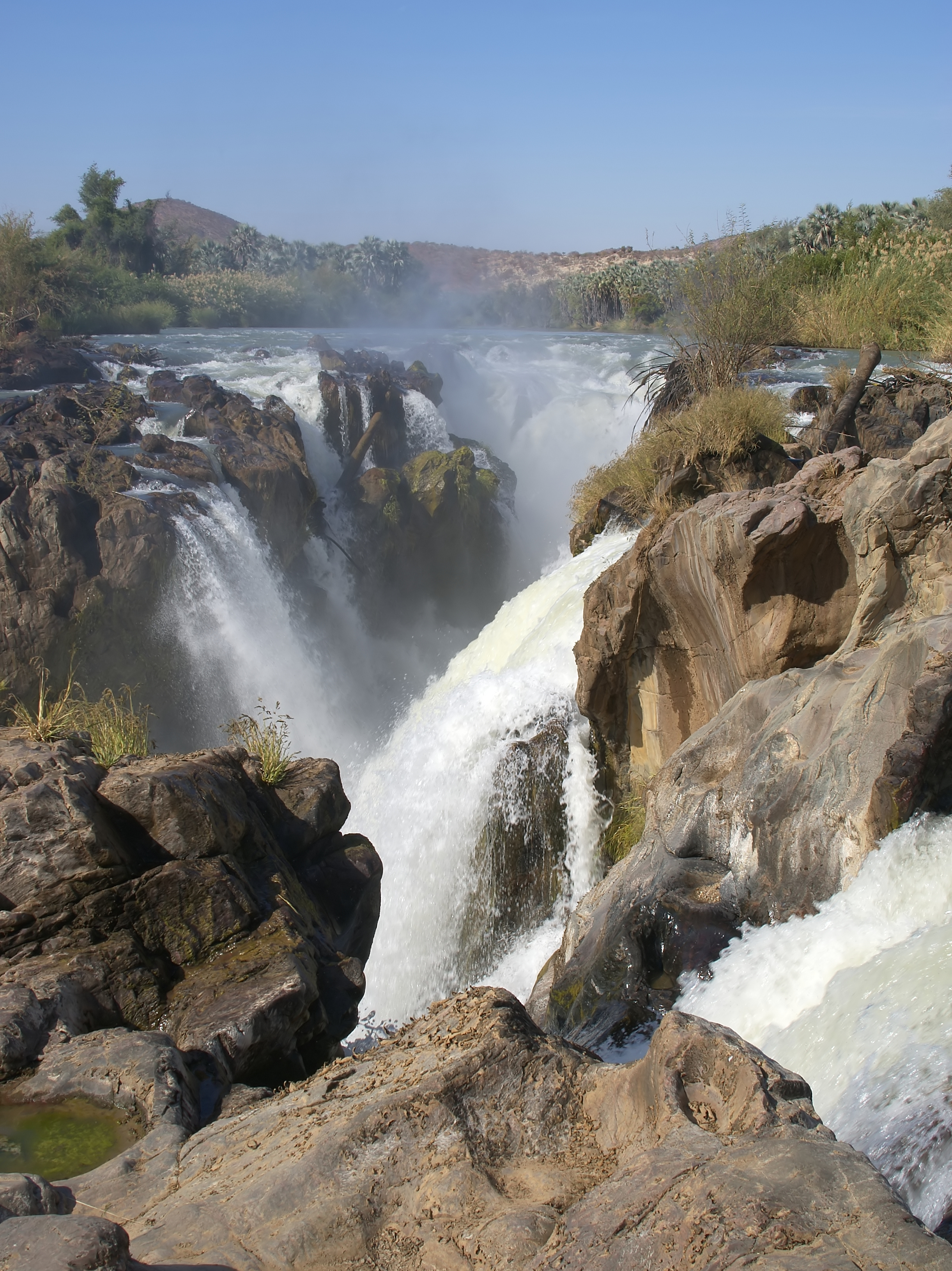
Epupafallen